# Saurauia sinohirsuta
Saurauia sinohirsuta är en tvåhjärtbladig växtart som beskrevs av J.Q.Li och Soejarto. Saurauia sinohirsuta ingår i släktet Saurauia och familjen Actinidiaceae. Inga underarter finns listade i Catalogue of Life.